# Thiện Thiện, Turfan
Thiện Thiện (tiếng Trung: 鄯善县; bính âm: Thiện Thiện huyện; Uyghur: پىچان ناھىيىسى‎, ULY: Pichan Nahiyisi, UPNY: Piqan Nah̡iyisi?) là một huyện của địa cấp thị Turfan, khu tự trị Tân Cương, Trung Quốc.

### Hành chính
Huyện Thiện Thiện được chia thành 10 đơn vị hành chính cấp hương, bao gồm 7 trấn, 2 hương và 1 hương dân tộc. Ngoài ra còn có 2 đơn vị ngang cấp hương khác.
- Trấn: Thiện Thiện (鄯善镇), Thất Khắc Đài (七克台镇), Hoả Xa Trạm (火车站镇), Liên Mộc Thấm (连木沁镇), Lỗ Khắc Thấm (鲁克沁镇), Phích Triển (辟展镇), Địch Khảm (迪坎镇)
- Hương: Thổ Dục Câu (吐峪沟乡), Đạt Lãng Khảm (达朗坎乡)
- Hương dân tộc: Hương dân tộc Hồi-Đông Ba Trát (东巴扎回族乡)

Đơn vị ngang cấp hương khác
- Khu mỏ quặng Nam Sơn (南山矿区)
- Khu vườn ươm (园艺场)